# Bény-sur-Mer
Bény-sur-Mer (beni syʁ mɛʁⓘ) – miejscowość i gmina we Francji, w regionie Normandia, w departamencie Calvados.
Według danych na rok 1990 gminę zamieszkiwało 278 osób, a gęstość zaludnienia wynosiła 42 osoby/km² (wśród 1815 gmin Dolnej Normandii Bény-sur-Mer plasuje się na 615. miejscu pod względem liczby ludności, natomiast pod względem powierzchni na miejscu 749.).